# Зирах, Аполлоний Александрович
Аполлоний Александрович Зирах (1855, с. Бузулук — 20 ноября 1919 года, г. Уфа) — российский фотограф, коллекционер.

## Биография
Аполлоний Александрович Зирах родился в 1855 году в селе Бузулук Самарской губернии.
Служащий канцелярий Самарского, потом Бузулукского земств, Западно-Сибирской железной дороги. С 1886 по 1919 годы Аполлоний Александрович жил в Уфе, работая в страховом отделении Уфимской губернской земской управы, а с 1918 года работал в Уфимском Совете народного хозяйства, в революционном комитете.
Весной 1919 года колчаковская администрация заключила Зираха в тюрьму. Осенью этого же года он бы освобожден красными.
Увлекаясь фотографией, он с 1908 года снимал Уфу, её окрестности, её жителей.
Фотографии, составившие четыре альбома (около 5 тыс. фотографий), он завещал Башкирскому краеведческому музею. Ныне они хранятся в Национальном музее РБ. На фотографиях заснята старая Уфа начала XX века в разное время года, река Белая, жители города.
Умер Аполлоний Александрович от тифа в 1919 году, похоронен на Сергиевском кладбище. Место могилы ныне утеряно по причине похищения могильного памятника и ограды неизвестными лицами и последующей их сдачи в металлоприемку.

## Творчество
На фотографиях А. Зираха засняты виды Виденеевского (парк Аксакова) и Ушаковского (парк Ленина) садов, Случевский (Салавата Юлаева) сад, Верхне-Торговая площадь, усадьба Нестеровых, улицы Уфы — Губернаторская (Советская), Садовая (Матросова), Фроловская (Тукаева), Большая Ильинская (Заки Валиди); Троицкая церковь начала XX века и др. Многие заснятые им памятные места города ныне снесены.
Не все фотографии были переданы Уфимскому музею его женой, Т. А. Зирах. Часть фотографий была роздана отдельным гражданам, включая краеведа Владимира Скачилова. Вся фотоаппаратура и негативы мастера были утеряны. Утеряна и часть его фотографий.